# اللغة الفريزية الغربية
اللغة الفريزية الغربية هي لغة جرمانية غربية يتركَّز الناطقون بها في مقاطعة فرايزلاند في شمال هولندا. عادةً ما تعرف هذه اللغة خارج هولندا باسم الفريزية الغربية، وذلك لتمييزها عن اللغتين الفريزيتين وثيقتي الصلة بها اللتين تستعملان في ألمانيا: الفريزية الشمالية وفريزية سيترلاند. وأما في هولندا نفسها فإنَّها تُعرَف فقط بـ«الفريزية»، حيث أنه ما من لغاتٍ فريزية أخرى تستعمل هناك، وهي تعد لغة مقاطعة فرايزلاند الواقعة شمال البلاد.

## الجغرافيا
يقطن يعيش أغلب الناطقين باللغة الفريزية الغربية في مقاطعة فرايزلاند شمال هولندا، التي كان اسمها رسمياً «فرايزلاند» فيما مضى، إلا أنه تحوَّل إلى «فريزلان» (بالهولندية: Fryslân) في عام 1997. كان يقطن المقاطعة 637,000 نسمة حسب إحصاء عام 2005، 94% منهم قادرون على فهم اللغة الفريزية الغربية، و75% قادرون على قرائتها، و74% قادرون على تحدّثها، و27% قادرون على كتابتها.
اللغة الفريزية الغربية هي اللغة الأم بالنسبة لحوالي 55% من سكان مقاطعة فرايزلاند، أي 354,000 نسمة. وعند وسط شرق فرايزلاند تمتدّ منطقة تحدث اللغة إلى خارج المقاطعة، حيث يقطن 4,000 إلى 6,000 من متحدّثيها في مقاطعة خرونينغن، في منطقة مثلثَّة الشكل من ثلاث قرى، هي: «ماروم» و«دي ولب» و«أوبند».
كما ترك الكثير من الفريزيين مقاطعة فرايزلاند خلال العقود الستة الأخيرة، مهاجرين إلى مقاطعات هولندية أكثر غنى. ولذا فقد يعيش ما يصل إلى 150,000 في مقاطعات هولندية غير فرايزلاند، خصوصاً في التكتلات السكانية بالغرب ومقاطعة خرونينغن القريبة ومقاطعة فليفولند الجديدة.
ثمة أيضاً عدد كبير من المغتربين الفريزيّين في الخارج، حيث كانت مقاطعة فرايزلاند هي أكثر المقاطعات الهولندية بعدد المهاجرين من سكانها إلى الخارج بين الحرب العالمية الثانية وسبعينيات القرن العشرين. ويُقدَّر عدد المغتربين الفريزيين اليوم بنحو 80,000 إلى 100,000 شخص في مختلف أنحاء العالم، أغلبهم في كندا والولايات المتحدة وأستراليا ونيوزيلندا. ممَّا قد يرفع إجمالي متحدثي اللغة حول العالم إلى نحو 600,000 نسمة.
وعدى عن المتحدثين الأصليّين، فإن هناك 120,000 شخص يتحدثون اللغة الفريزية الغربية كلغة ثانية في مقاطعة فرايزلاند.